# Valeriana uliginosa
Espèce
Classification phylogénétique
La Valériane des tourbières (Valeriana uliginosa) est une espèce de plantes de la famille des Caprifoliacées (anciennement des Valérianacées), du genre Valeriana. Son aire de répartition comprend des zones sporadiques au Canada (au Québec et au Nouveau-Brunswick) et aux États-Unis (du Wisconsin jusqu'au Maine).

## Dénomination
D'après le Système d'information taxonomique intégré (SITI), son nom actuel est Valeriana sitchensis ssp. uliginosa (Torr. & A. Gray) F.G. Mey., ou valériane de Sitka, sous-espèce des tourbières.

## Description
La Valériane des tourbières est une plante herbacée vivace. Elle atteint une hauteur comprise entre 60 cm et 1 m. Elle porte des feuilles basilaires en rosette de 35 cm de long. Les fleurs ont la forme d'un entonnoi, sont de couleur blanche et parfois légèrement rosées et elles mesurent de 5 à 8 mm. L'habitat de cette valériane est constitué de tourbières, de cédrières et de mélézins à sphaignes.

## Conservation
La Valériane des tourbières est une espèce de fleur menacée. Elle a été désignée fleur vulnérable au Québec en 2005 où son nombre est estimé à 15 000. Trois de ses habitats québécois sont protégés par la loi. La Valériane des tourbières est aussi menacée au Nouveau-Brunswick et elle l'est également dans sept des dix États américains où elle est présente : Illinois, Indiana, Maine, New Hampshire, New York, Vermont et Wisconsin. De plus, on la croit complètement disparue de l'Ohio.